# Аль-Сомайли, Хади
Хади Соуа’ан аль-Сомайли (араб. هادي صوعان الصميلي جدعان‎, род. 30 декабря 1976 года) — легкоатлет из Саудовской Аравии, призёр Олимпийских игр 2000 года.
Хади аль-Сомайли родился в 1976 году в Таифе. В 1996 году он принял участие в Олимпийских играх в Атланте, но не завоевал никаких медалей. В 1999 году он завоевал золотую медаль Панарабских игр в беге на 400 м с барьерами. В 2000 году Хади аль-Сомайли выиграл чемпионат Азии, а на Олимпийских играх в Сиднее завоевал серебряную медаль, уступив в финале только американцу Энджело Тейлору. В 2001 году он завоевал бронзовую медаль на Играх доброй воли, а в 2002 году завоевал золотую медаль Западноазиатских игр и две золотые медали Азиатских игр. В 2004 году он не смог завоевать медалей на Олимпийских играх в Афинах, но зато завоевал две золотые медали Панарабских игр. В 2005 году Хади аль-Сомайли вновь выиграл чемпионат Азии.